# كورتيس غيتس لويد
كورتيس غيتس لويد (بالإنجليزية: Curtis Gates Lloyd)‏ هو عالم نبات أمريكي، ولد في 17 يوليو 1859 في فلورنس في الولايات المتحدة، وتوفي في 11 نوفمبر 1926 في سينسيناتي في الولايات المتحدة.